# تترای پرچمی
تترای پرچمی با نام علمی Hyphessobrycon heterorhabdus، که با نام تترا پرچمی بلژیکی نیز شناخته میشود، گونه ای از ماهی کاراسینان و بومی کشور برزیل است. 

## شرح
این ماهی دارای بدنی کشیده و فشرده است.  چشمان تترای پرچمی به رنگ قرمز با نوار کناری متشکل از خطوط سیاه، قرمز و زرد  شبیه به پرچم بلژیک است.